# Münch (entreprise)
Pour les articles homonymes, voir Münch.
Münch est un constructeur de motos allemand.

## Histoire
La firme naît sous l'impulsion de l'inventeur et ingénieur Friedel Münch en 1960. Mais son histoire commence en 1948. À cette époque, Friedel court en Allemagne sur une Horex 500 modifiée par ses soins. La machine obtenant de bons résultats, les dirigeants de Horex la remarquent. Ils proposent à Münch d'être embauché par Horex pour participer au développement de ses modèles de compétition. Celui-ci refuse, préférant conserver son indépendance. Il acceptera quelques années plus tard, en proie à des soucis financiers. Mais Horex fait faillite en 1960, Münch rachète l'outil de fabrication.
Le premier modèle 100 % Münch sort des chaînes en 1966.
Münch continue à produire des motos, mais sa production reste confidentielle.

## Production

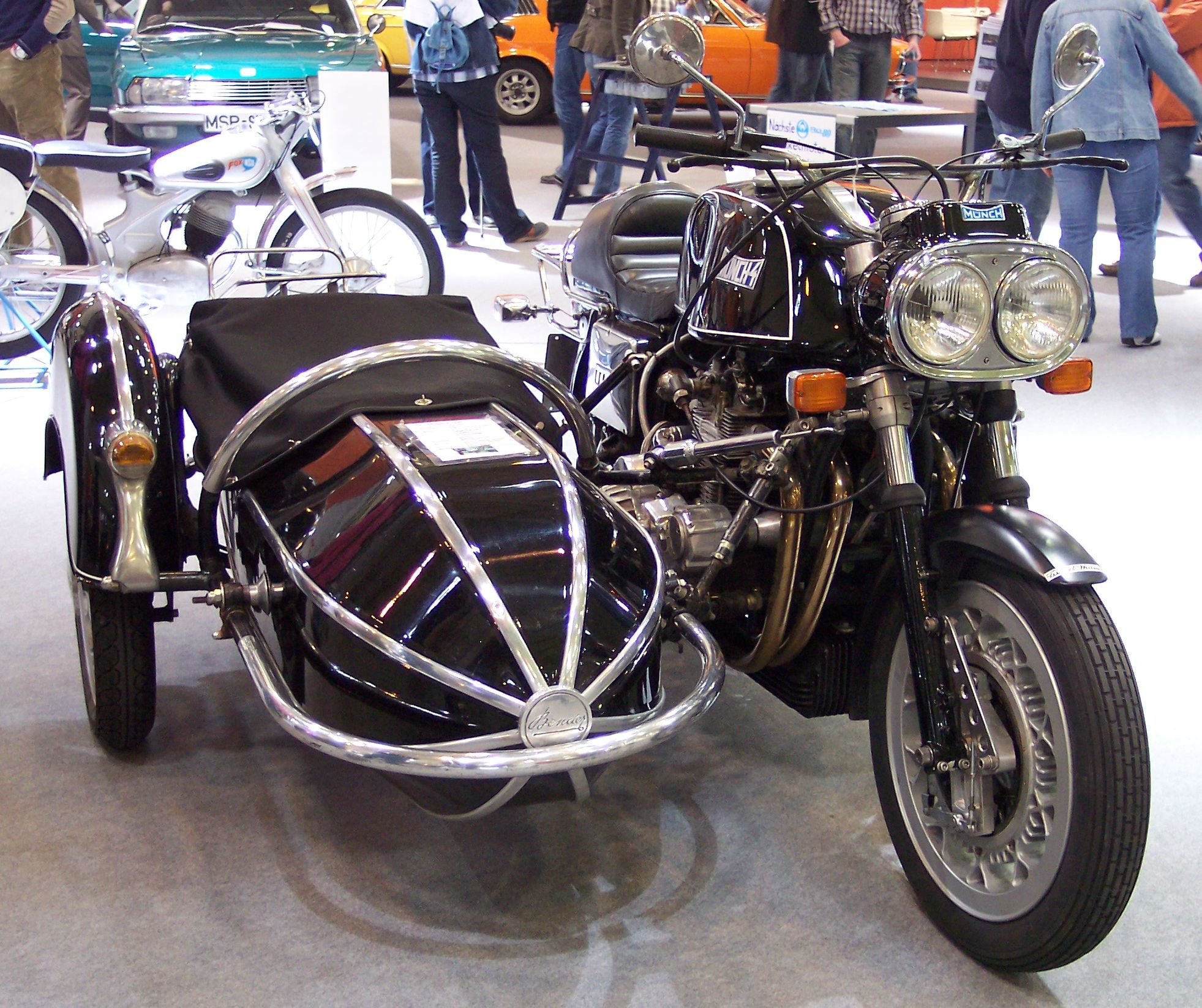
Une Münch4 attelée à un side-car Watsonian.

Le premier modèle produit, appelé Mammut, utilise un quatre cylindres NSU de 996 cm3 issu de la voiture Prinz et sort en 1966. C'est un pari osé que de sortir un modèle peu économique en ces temps de vaches maigres. Développant 55 ch, le moteur est capable de performances hors normes pour l'époque : elle abat le 0 à 100 km/h en 4,5 s et est capable de frôler les 190 km/h. L'arbre à cames en tête est entraîné par chaîne contrairement aux bicylindres des motos NSU entraînés par deux biellettes. Les premiers exemplaires utilisaient une roue arrière à rayons. Elle fut rapidement remplacée par une roue à bâtons, les rayons ayant tendance à se tordre sous l'action combinée du poids et de la puissance.
En 1968, Floyd Clymer (en), un éditeur américain, injecte de l'argent dans la firme, permettant à Friedel Münch d'équiper sa Mammut avec un moteur de 1 177 cm3, montant la puissance à 88 ch.
En 1973, l'alimentation par injection et l'augmentation de la cylindrée à 1 278 cm3 font partie du catalogue des options. Les modèles changent de nom, ceux à carburateurs s'appellent Münch4 TTS, tandis que ceux qui utilisent l'injection sont des Münch4 TTS-E. Mais les ventes ne sont pas suffisantes, l'entreprise est obligée de fermer en 1980. Le nom ayant été racheté, Friedel Münch continue de produire ses motos mais sous le nom de Mammut TTS et TTS-E.
En 2000, la production redémarre pour le modèle le plus extrême : la Mammut 2000. Utilisant le moteur de l'Opel Calibra de 2 L de cylindrée, qui sera préparé par Cosworth, la moto est capable d'atteindre plus de 250 km/h ; la puissance du moteur turbocompressé est de 260 ch à 5 650 tr/min pour un couple de 30,1 kg m à 3 500 tr/min ; le poids tous pleins faits vaut 380 kg, soit un rapport poids/puissance de 1,46 kg/ch. Les 250 clients capables de débourser les 86 000 euros demandés pouvaient suivre l'évolution de la production de leur moto dans l'usine via internet. De plus, le service technique était assuré par l'intermédiaire du téléphone portable du client. En branchant celui-ci à la moto, un technicien Münch pouvait modifier certains paramètres de la moto, ou tout simplement établir un diagnostic pour le dépanneur « maison » qui vient chercher la moto n'importe où dans le monde.

## Culture
Mammuth, film avec Gérard Depardieu et Yolande Moreau sorti en 2010, tire son titre de la Mammut sur laquelle Serge Pilardosse parcourt la France à la recherche de justificatifs administratifs.